# Gustaf Hårleman

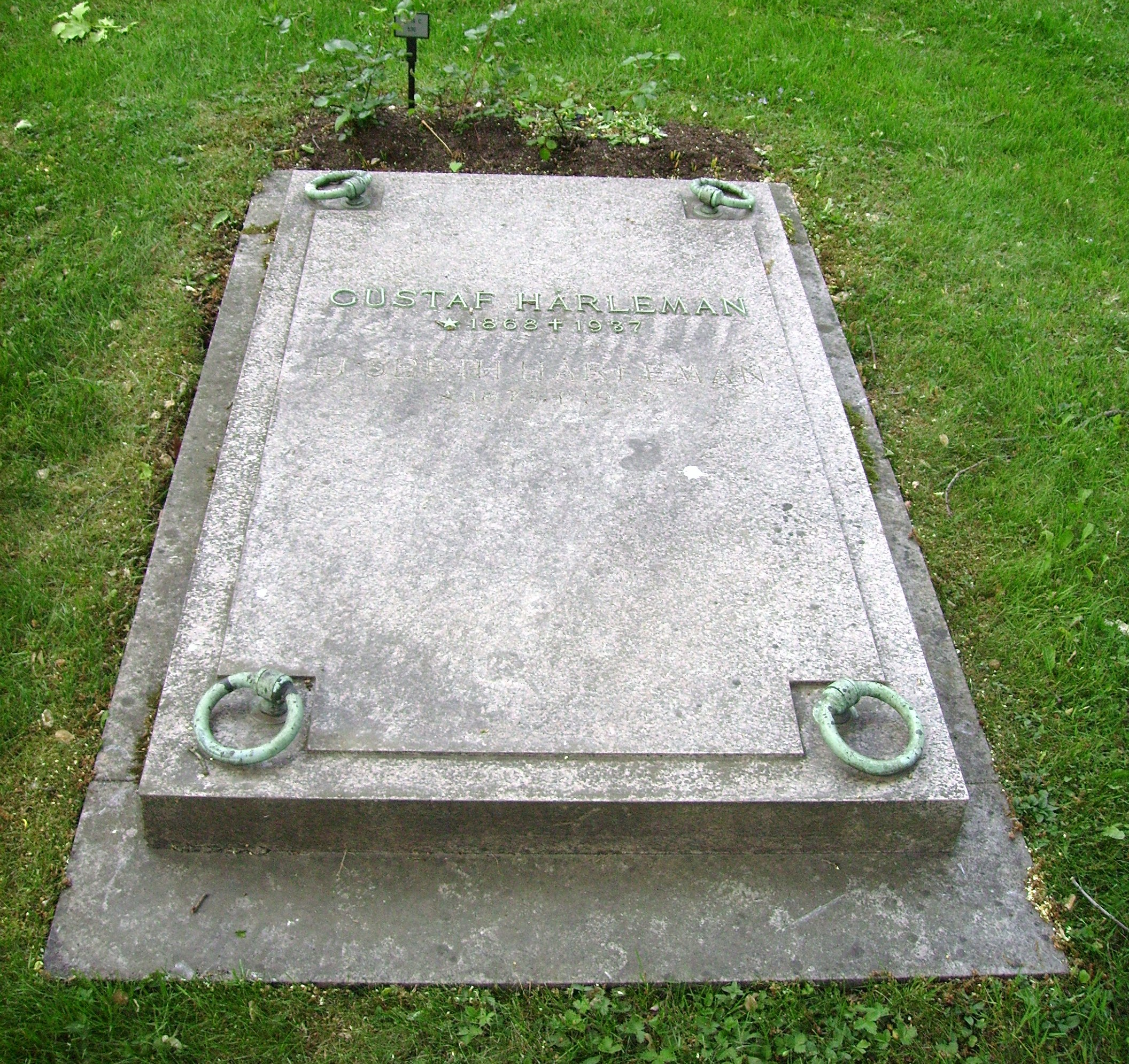
Gustaf Hårlemans gravvård på Norra begravningsplatsen i Solna kommun.

Gustaf Rudolf Hårleman, född 16 augusti 1868 i Essunga församling, Skaraborgs län, död 3 januari 1937, var en svensk polismästare. 
Han var son till lantbrukaren Rudolf Hårleman och Matilda Mattsson, och var sedan 1896 gift med Elsbeth Wilke, dotter till en jägarmästare. Gustaf Hårleman gravsattes den 16 januari i Norra begravningsplatsen.
Hårleman studerade vid Uppsala universitet, där han avlade hovrättsexamen 1892 och kansliexamen 1897. Han blev polismästare och notarius publicus i Eskilstuna 1898, polismästare i Malmö 1904. Han var också sakkunnig i civildepartementet för allmänna polisförfattningar 1913 och för revision av automobilförfattningar 1919–1920. Från 1916 var han inspektör över Tornedalen, från 1918 till 1930 polismästare i Stockholm. Han blev starkt kritiserad för sin inblandning i händelserna runt frikåren Munckska kåren.
I Malmö var Hårleman huvudredaktör för det i samband med Baltiska utställningen 1914 utgivna tvåbandsverket "Malmö. En skildring i ord och bild av stadens utveckling och nuvarande tillstånd", vilket han själv skrev om polisväsendets i Malmö historia.